# Samatan, Gers
Samatan är en kommun i departementet Gers i regionen Occitanien i sydvästra Frankrike. Kommunen ligger i kantonen Samatan som tillhör arrondissementet Auch. År 2022 hade Samatan 2 478 invånare.

## Befolkningsutveckling
Antalet invånare i kommunen Samatan
Referens:INSEE